# Coupe de France féminine de handball 2000-2001
Navigation
1998-1999 2001-2002
La coupe de France 2000-2001 est la 10e édition de la coupe de France féminine de handball, compétition à élimination directe mettant aux prises des clubs de handball amateurs et professionnels affiliés à la Fédération française de handball.
Le tenant du titre est l'ASPTT Metz, vainqueur en 1998-1999 (il n'y a pas eu de Coupe de France en 1999-2000).
La finale est remportée par ES Besançon face à l'ASPTT Metz (28-23). Besançon remporte son 1er titre dans la compétition.

## Modalités
La compétition se déroule en 2 phases :
- la première phase est constituée de 4 poules de 5 clubs. Chacune des poules est constituée géographiquement de deux clubs de D1 et de trois clubs de D2. Les rencontres se déroulent en matchs aller et retour. Le premier de chaque poule est qualifié pour les quarts de finale.
- la deuxième phase est constituée des quarts de finale, des demi-finales. Les quarts de finale concernent les quatre premiers de chacune des poules de la première phase et les quatre clubs européens.

## Résultats

### Phase de poule
L'ASPTT Metz, l'ES Besançon, le Mérignac Handball et le HBC Nîmes sont exemptés de ce tour du fait de leur participation à une coupe d'Europe.
Les 4 clubs qualifiés pour les quarts de finale évoluent tous en D1 : Dijon, Fleury-les-Aubrais, Bouillargues et Mios. En revanche, les quatre autres club de D1 (AS Bondy, ASUL Vaulx-en-Velin, Toulon Var Handball et Toulouse Féminin Handball) ainsi que les 12 clubs de D2 sont éliminés.

### Tableau final
Les résultats de la phase finale sont
|  | Quarts de finales, 01/02/2001 | Quarts de finales, 01/02/2001 |                  |       | Demi-finales 16/06/2001 | Demi-finales 16/06/2001 |  |  | Finale 17/06/2001 | Finale 17/06/2001 |
|  | Quarts de finales, 01/02/2001 | Quarts de finales, 01/02/2001 |                  |       | Demi-finales 16/06/2001 | Demi-finales 16/06/2001 |  |  | Finale 17/06/2001 | Finale 17/06/2001 |
|  |                               |                               |                  |       |                         |                         |  |  |                   |                   |
|  | Amnéville-les-Thermes         |                               |                  |       |                         |                         |  |  |                   |                   |
|  |                               |                               |                  |       |                         |                         |  |  |                   |                   |
|  | ES Besançon                   | 24                            |                  |       |                         |                         |  |  |                   |                   |
|  | ES Besançon                   | 24                            |                  |       |                         |                         |  |  |                   |                   |
|  | HBC Nîmes                     | 17                            |                  |       |                         |                         |  |  |                   |                   |
|  | HBC Nîmes                     | 17                            | ES Besançon (D1) | 28    |                         |                         |  |  |                   |                   |
|  | Marseille                     |                               | ES Besançon (D1) | 28    |                         |                         |  |  |                   |                   |
|  |                               | A.L. Bouillargues (D1)        | 24               |       |                         |                         |  |  |                   |                   |
|  | A.L. Bouillargues             | A.L. Bouillargues (D1)        | 24               | 21    |                         |                         |  |  |                   |                   |
|  | A.L. Bouillargues             |                               |                  | 21    |                         |                         |  |  |                   |                   |
|  | Cercle Dijon Bourgogne        | 18                            |                  |       |                         |                         |  |  |                   |                   |
|  | Cercle Dijon Bourgogne        | 18                            | ES Besançon (D1) | 28    |                         |                         |  |  |                   |                   |
|  | Albertville                   |                               | ES Besançon (D1) | 28    |                         |                         |  |  |                   |                   |
|  |                               | ASPTT Metz (D1)               | 23               |       |                         |                         |  |  |                   |                   |
|  | US Mios                       | ASPTT Metz (D1)               | 23               | 27    |                         |                         |  |  |                   |                   |
|  | US Mios                       |                               |                  | 27    |                         |                         |  |  |                   |                   |
|  | ASPTT Metz                    | 34                            |                  |       |                         |                         |  |  |                   |                   |
|  | ASPTT Metz                    | 34                            | ASPTT Metz (D1)  | 34    |                         |                         |  |  |                   |                   |
|  | Toulouse                      |                               | ASPTT Metz (D1)  | 34    |                         |                         |  |  |                   |                   |
|  |                               | Mérignac Handball (D1)        | 22               |       |                         |                         |  |  |                   |                   |
|  | Mérignac Handball             | Mérignac Handball (D1)        | 22               | 26tab |                         |                         |  |  |                   |                   |
|  | Mérignac Handball             |                               |                  | 26tab |                         |                         |  |  |                   |                   |
|  | CJF Fleury -les-Aubrais       | 25                            |                  |       |                         |                         |  |  |                   |                   |
|  | CJF Fleury -les-Aubrais       | 25                            |                  |       |                         |                         |  |  |                   |                   |

## Finale
| 17 juin 2001 | ES Besançon                      | 28 - 23   | ASPTT Metz                      | Elispace, Beauvais Affluence : 800 Arbitrage : Garcia et Moréno |
| 17 juin 2001 | Stéphanie Fiossonangaye, 10 buts | (14 - 13) | Leila Duchemann-Lejeune, 9 buts | Elispace, Beauvais Affluence : 800 Arbitrage : Garcia et Moréno |
| 17 juin 2001 | Handzone Hand Action             |           |                                 | Elispace, Beauvais Affluence : 800 Arbitrage : Garcia et Moréno |

| Gardiennes:               |                       |
| Valérie Nicolas           | 20 arrêts dt 3/5 pen. |
| Joanne Dudziak            | -                     |
| Joueuses:                 |                       |
| Stéphanie Fiossonangaye0  | 10 buts/20 tirs       |
| Pascaline Mariot          | 5/14 ou /15           |
| Laëtitia Pierrot          | 1/5.                  |
| Raphaëlle Tervel          | 4/5                   |
| Svetlana Mugoša-Antić     | 3/4                   |
| Alexandra Castioni        | 4/5                   |
| Raphaëlle Tervel          | 5/7                   |
| Coupat                    |                       |
| Émilie Delattre-Chevalier |                       |
|                           |                       |

| Gardiennes:              |                       |
| Lenka Černá              | 14 arrêts dt 1/1 pen. |
| Andrea Farkas            | 6 arrêts              |
| Joueuses:                |                       |
| Mélinda Szabo            | 1 but/1 tir ou 0/0    |
| Delphine Guehl           | 0/1 ou 0/2            |
| Leïla Duchemann-Lejeune0 | 9/22 dont 1/3 pen.    |
| Nathalie Selambarom      | 3/4                   |
| Klaudija Bubalo          | 2/5                   |
| Rachida Drii             |                       |
| Estelle Vogein           | 2/2                   |
| Isabelle Wendling        | 4/5                   |
| Stéphanie Ludwig         | 2/4                   |
| Nelly Staub              | 0/1 ou 0/0            |

## Vainqueur
| Vainqueur de la Coupe de France 2000-2001 ES Besançon 1re victoire |